# Tuscaloosa
Tuscaloosa is een stad in de Amerikaanse staat Alabama. De stad, gelegen aan de Black Warrior River, telde bij de volkstelling van 2000 77.906 inwoners. Tuscaloosa is vernoemd naar een gelijknamig stamhoofd van de Choctaw stam.
Tussen 1826 en 1846 was Tuscaloosa de hoofdstad van de staat Alabama en de University of Alabama werd er gevestigd in 1831. Nadat Montgomery tot hoofdstad van Alabama werd gemaakt daalde het inwoneraantal sterk. Tijdens de Amerikaanse Burgeroorlog werd aan Tuscaloosa enige schade berokkend.

## Geboren
- Robert Van de Graaff (1901-1967), natuurkundige
- Dinah Washington (1924-1963), blues-, R&B- en jazzzangeres
- Otis Davis (1932-2024), atleet
- Debra Marshall (1960), actrice, worstelaarster en manager
- Angel Martino (1967), zwemster
- Sherman Irby (1968), jazzmuzikant en arrangeur
- Deontay Wilder (1985), bokser

## Galerij

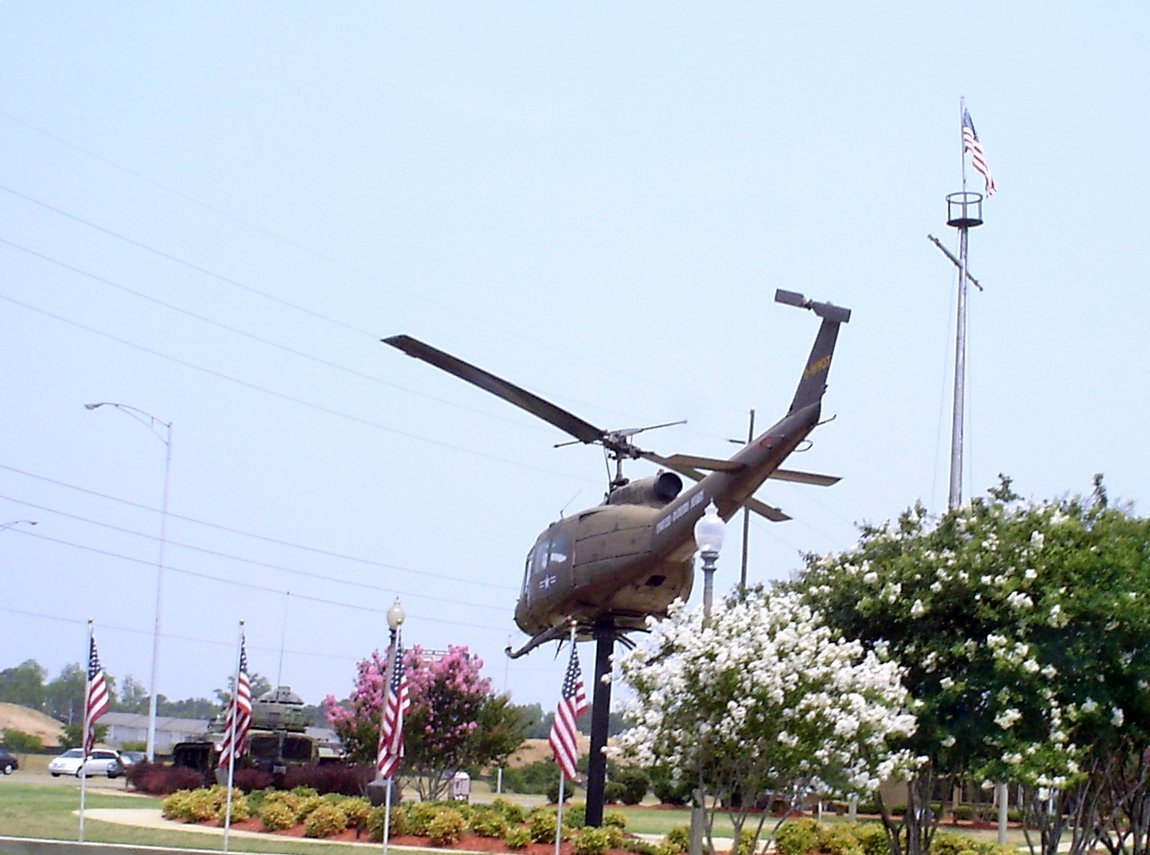
Oorlogsmonument in Tuscaloosa
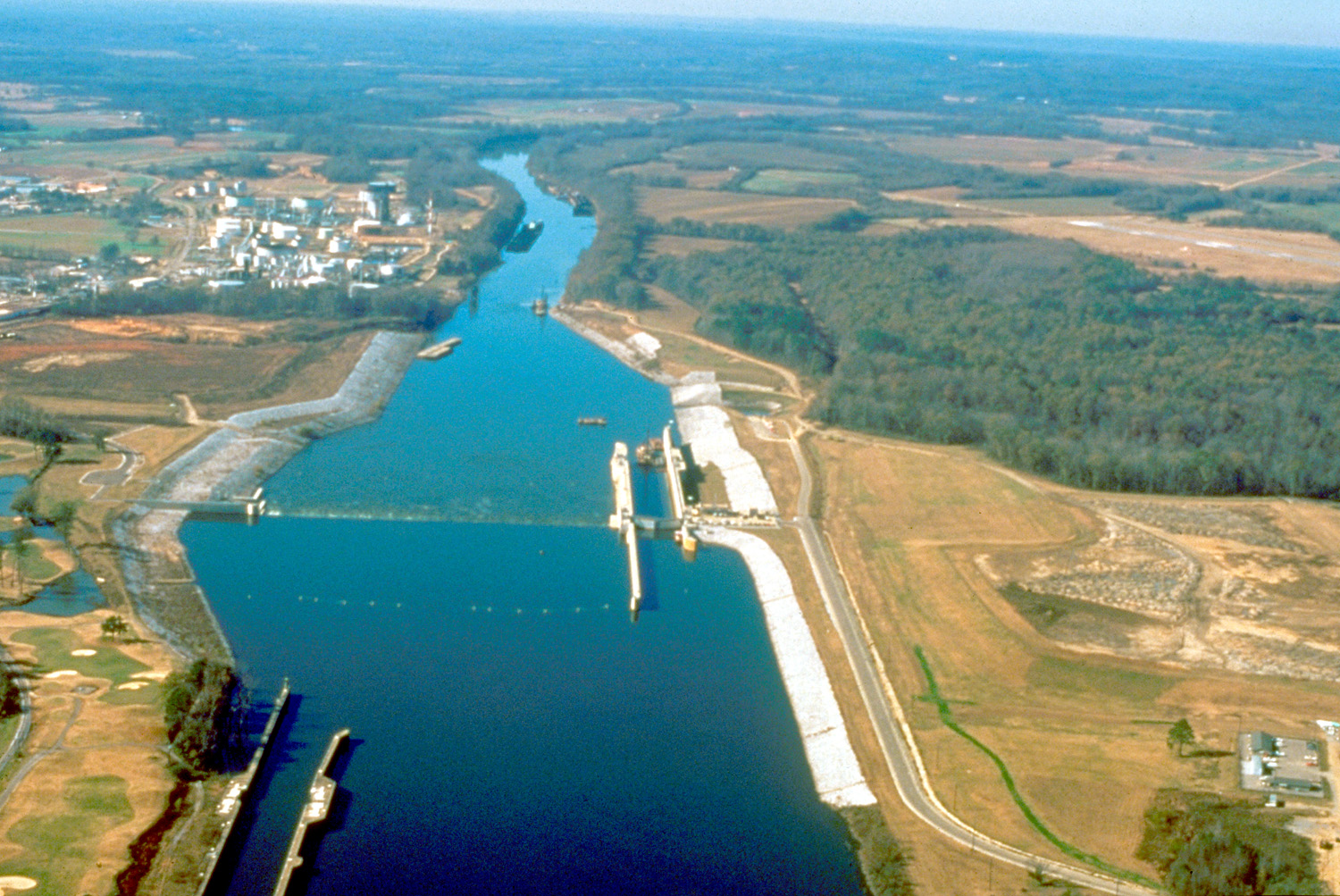
De Black Warrior River bij Tuscaloosa